# نورا مراد
نورا مراد (1974- ) ممثلة ومخرجة مسرحية سورية، مصممة حركية، أسست فرقة مسرحية في عام 1999 وسمتها فرقة ليش المسرحية، وهي الآن المدير الفني لهذه الفرقة. شاركت كمؤدية ومصممة رقصات ومخرجة في مناسبات ومهرجانات عربية وعالمية.

## التعليم
تخرجت من المعهد العالي للفنون المسرحية بدمشق - قسم تمثيل 1995. عملت كمساعد مدرس لمادتي الرقص والحركة في المعهد 1998-1996، ثم حصلت على منحة فرنسية لدورة تدريبية طويلة في تأهيل مدرس حركة 1999-1998، والتحقت بدورات موازية في التصميم الحركي تقنيات الرقص الحديث.

## المسيرة المهنية
عادت إلى دمشق وعملت حتى 2003 كمدرس مساعد لمادة التمثيل في المعهد وأسست فرقة ليش المسرحية. فاز عرض الفرقة الأول «بعد كل هالوقت» بجائزة أفضل سينوغرافيا في مهرجان القاهرة الدولي للمسرح التجريبي2000. 
بدأت بالإشراف وتنظيم ورشات عمل منذ عام 2001 في سوريا، الأردن، لبنان، دبي.

## المشاركات
شاركت مراد في العديد من المؤتمرات:
- لقاء حول «مشهد الرقص المعاصر في العالم العربي»
– مهرجان جولي دانس - امستردام 2010
- التأثيرات الأوروبية والعالمية على مشهد الرقص المعاصر في العالم العربي
- ملتقى بيروت للرقص المعاصر 2009
- المؤتمر العلمي «جسد وهوية \هويات» حول «الجسد في الطقس الديني»
- المعهد الفرنسي للشرق الأوسط بدمشق 2006
- لقاء حول تجربة فرقة «ليش» ضمن فعاليات مشروع التبادل الثقافي السوري النمساوي 2003
كما شغلت عضوية لجنة تحكيم في مهرجان فيلادلفيا للمسرح الجامعي في الأردن لعامين متتاليين 2006-2005، وشاركت في اللجنة التنظيمية لملتقى دمشق الأول للرقص المعاصر 2009.
قدمت كمؤدية، مخرجة ومصصمة حركية في فرقة ليش: - ألف مبروك! - إذا ماتوا انتبهوا - مومو (مسرح تفاعلي للأطفال) - أحلك الأوقات - بعد كل هالوقت.

## المهرجانات
- مهرجان القاهرة الدولي للمسرح التجريبي 2000 و 2003
- مهرجان حمص المسرحي - سوريا 2000
- مهرجان فوانيس المسرحي 2000
- مهرجان شمس - بيروت 2001
- مهرجان نساء من العالم - حلب 2003 و 2010
- أيام عمان المسرحية 2005
- مهرجان جولي دانس - امستردام 2010

## المسرح
مثلث نورا مراد على خشبة المسرح: 
- «متاهة فينوس» إخراج نوللو فاتشيني - الدانمارك
- «في السماء اضطرابات عقلية» إخراج محمد بني هاني - عمان 
- «جلجامش»- إخراج Pascal RAMBERT - دمشق
- «حقيبة من الأحلام» إخراج جماعي -دمشق
- «جنكيز خان» إخراج: مانويل جيجي - دمشق
- «ريما» إخراج غسان مسعود- دمشق
- «مات ثلاث مرّات» إخراج: حاتم علي - دمشق
- «الدّب» إخراج: مانويل جيجي - دمشق

## التلفزيون
و من أعمالها التلفزيونية: 
- «المحطة 30» إخراج هند ميداني. 
- أبو زيد الهلالي " إخراج: باسل الخطيب
- «الشتات» إخراج: عزمي مصطفى، نذير عواد
- «ذكريات الزمن القادم» إخراج: هيثم حقي 
- «الفصول الأربعة ج2» إخراج: حاتم علي
- «البحث عن المستحيل» إخراج: هند ميداني
- «حب تحت اسم آخر» إخراج: هند ميداني
- «بيت العيلة» إخراج: واحة الراهب
- «حالات» إخراج: نبيل المالح
- النصيّة" إخراج: غسان جبري
- «خان الحرير ج2» إخراج: هيثم حقي
- «مفتاح الحكايا» إخراج: ليالي بدر
- «أرسم حلمي» إخراج: باسل الخطيب
- «هموم عائلية» إخراج: هند ميداني
- «الستار» إخراج: حسن عويتي
- «جريمة في الذاكرة» إخراج: مأمون البني

## السينما
فقد عملت كمصممة حركية في فيلم «تحت الشمس فوق الرمل» إخراج: محمد ملص وهالة يعقوب. و cast director في فيلم «الحاج» إخراج: أمين طباع. كما أشرفت فنيا على دوبلاج النسخة العربية الأولى من الفيلم الألماني \ الإيطالي «مومو». وقدمت ثلاثة أدوار في:
- فيلم «المهد» إخراج: محمد ملص 
- فيلم «ظلال الصمت» إخراج عبد الله محيسن 
- الفيلم القصير «بمناسبة مرور قرون على وفاة جداتنا» إخراج: واحة الراهب.
كما عملت كممثلة في إذاعة دمشق - قسم الدراما الإذاعية 2011-2003. وقامت بالإشراف الفني على الإسطوانة السمعية «مومو» التي خصصت للأطفال الضريرين.
 .

## وصلات خارجية
موقع فرقة ليش المسرحية 
http://www.leishtroupe.com/
نورا مراد وفرقة ليش تعرض ألف مبروك في مدرسة الشيباني بحلب
http://www.discover-syria.com/news/8436
فرقة ليش المسرحية تشارك في مهرجان جولي دانس بهولندا
http://www.discover-syria.com/news/7217
نورا مراد: الرقص علاجاً لفصام الجسد العربي
http://www.al-akhbar.com/node/18088
نورا مراد وفن الرقص الحركي 
https://www.youtube.com/watch?v=vqZRkjO_0SQ
New Movement in Theatre
http://www.syria-today.com/index.php/march-2008/396-culture/3057-new-movement-in-theatre
Noura Murad | The Power of Culture
http://www.krachtvancultuur.nl/en/current/2009/may/arab-dance-platform